# Cherokee megye (Dél-Karolina)
Cherokee megye az Amerikai Egyesült Államokban, azon belül Dél-Karolina államban található. Megyeszékhelye és legnagyobb városa Gaffney. Lakosainak száma 56 216 fő (2020. április 1.). Cherokee megye York, Spartanburg, Union, Cleveland és Rutherford megyékkel határos.

## Népesség
A megye népességének változása:
| Lakosok száma | 55 519 | 55 623 | 55 760 | 55 885 | 56 194 | 56 216 |
|               | 2010   | 2011   | 2012   | 2013   | 2015   | 2020   |